# Fabrice Moreau
Fabrice Moreau (París, 7 de novembre de 1967) és un futbolista professional francès, ja retirat, que ocupava la posició de migcampista. Fill de pare francès i mare camerunesa, va jugar a nivell internacional amb aquesta darrera selecció.

## Trajectòria
Moreau va passar per diversos clubs francesos fins a arribar al 1993 al Paris FC, on gaudiria de la titularitat. D'ací va passar a equip més potent, l'Olympique de Marsella, on no va trobar massa oportunitats en la temporada que hi va romandre a l'entitat occitana.
Després de passar pel Toulon, la temporada 96/97 passa a la lliga espanyola, a les files del Rayo Vallecano, on tot i descendir el seu equip, forma part de l'onze titular. Moreau acompanyaria al Rayo a la Segona Divisió. Tornaria a la màxima categoria amb el CD Numancia, la temporada 99/00, però tot just va disputar deu partits.
El 2001 fitxaria pel Notts County anglès, on quallaria una bona actuació. Posteriorment, passaria per les lligues irlandesa, austriaca i francesa, sense massa sort, per a retirar-se el 2004.
En l'apartat internacional, Moreau jugaria amb la selecció de futbol del Camerun diversos partits classificatoris per al Mundial de 1998, però finalment no va estar a la llista dels 22 jugadors que van anar a França.